# Mogielnica (Basses-Carpates)
Pour les articles homonymes, voir Mogielnica (homonymie).
Mogielnica est une localité polonaise de la gmina de Boguchwała, située dans le powiat de Rzeszów en voïvodie des Basses-Carpates.